# 現代文學 (雜誌)
《現代文學》是一份於1960年3月5日創刊的雜誌，由當時就讀於台大外文系的白先勇等人所創辦。歷經一次休刊及復刊，最終於1983年9月發行復刊後的第22期後停刊。《現代文學》在台灣文壇橫跨了60、70及80年代，前後歷經20餘載，出刊七十三期，刊登一千四百多篇文章，兼容並蓄，是探索台灣現代主義文學發展的重要史料。 

## 理念
1960年3月，就讀於台大外文系的白先勇與同學歐陽子、陳若曦、王文興、李歐梵、劉紹銘等人共同創辦了《現代文學》雜誌，發刊詞上寫著:
「我們打算分期有系統地翻譯介紹西方近代藝術學派和潮流，批評和思想，並盡可能選擇其代表作品。我們如此做並不表示我們對外國藝術的偏愛，僅為依據『他山之石』之進步原則……我們感於舊有的藝術形式和風格不足以表現我們作為現代人的藝術情感。所以，我們決定試驗，摸索和創造新的藝術形式和風格。」
《現代文學》的發刊詞由劉紹銘所撰寫，表達了他們的創刊宗旨，主要有:
- 將西方文學作為「他山之石」。
- 舊有的藝術形式及風格不足以表現現代人的藝術情感。
- 試驗，摸索和創造新的藝術形式和風格。[3]

雜誌內容則包含:
- 各式文學的創作。
- 西方文學的譯介。
- 中、西文學作品的理念及批評。[3]

## 緣起
《現代文學》的緣起，最早來自一群台外文系學生組成的社團「南北社」，由王愈靜擔任第一任社長。1959年，白先勇上任新社長，在大二那年的暑假提出了創辦一本文學雜誌的想法。1960年，白先勇等人創立「現代文學雜誌社」，由原先南北社的成員所組成。
當年夏濟安任教於台大外文系，他的學生們正是白先勇、歐陽子、王文興等人，因此《現代文學》這本雜誌也深受其所創辦的《文學雜誌》所影響，例如《現代文學》的靈魂人物白先勇正是因為讀到了《文學雜誌》而「一語驚醒夢中人」，從而放棄成大水利工程學系，轉學考入台大外文系。《現代文學》可說是《文學雜誌》的繼承者。 

## 歷史
《現代文學》雜誌的發行，可略分為三個階段：
- 創刊時期：第一期至第十五期

- 發展時期：第十六期至第五十一期

發展時期的《現代文學》共發行了三十六期，長達10年半，在此三十六期中，可再加以區分為三個階段。分別為：
- 一、第十六期到第二十六期：白先勇出國留學，將《現代文學》託付給余光中、何欣、姚一葦等人，雜誌發行由雙月刊改為季刊。

- 二、第二十七期至第三十五期：王文興留學歸來，重任編輯職務。

- 三、第三十七期至第五十一期：前後數十期分別由余光中、何欣、柯慶明擔任主編。三十六期自四十五期一度改回雙月刊，四十六期後又更改為季刊。

第五十一期發行後，第五十二期內文雖已完成，但因資金缺乏，連封面都印不出來，無法發行，於1973年一度停刊。1977年獲遠景出版社的支持而復刊。
- 復刊時期：復刊第一期至第二十二期

1976年，遠景出版社的負責人沈登恩對白先勇表示願意支持復刊，白先勇掌和幾位在台的《現代文學》的元老商量下，終於在1977年重新復刊。然再發行復刊第二十二期後，終因長年虧損而於1984年休刊，前後橫跨20餘年的《現代文學》就此畫下句點。
白先勇曾編輯《現文因緣》一書，輯錄38位作家自述與雜誌之間的因緣互動，完錄記錄《現代文學》雜誌創刊、休刊、復刊、停刊、重刊的故事與因緣。

## 影響
台灣對西方現代主義文學的引進，雖上可追溯至日治時期的留日學生，然而實際上的發展要等到50年代現代詩的崛起，以及60年代《現代文學》的創辦，才真正培養出一群現代主義的年輕作家。白先勇、歐陽子、陳若曦、王文興等人，至今仍是台灣文學史上的著名作家，而《現代文學》亦是台灣60年代文學發展的代表。

## 軼聞
戒嚴時期，言論及出版自由都受到限制，創辦雜誌實屬不易。《現代文學》首期選擇卡夫卡作為雜誌專題，卻遭到警備總部的人質疑卡夫卡是否與馬克思有所關連。
柯慶明主編時期，《現代文學》首度遭到查禁，原因卻是因為刊載的〈兒戲〉一文中被認為有情色內容。